# Grónský pes
Grónský pes (grónsky Kalaallit Qimmiat) je psí plemeno vyšlechtěné v Grónsku. Používá se jako tažný pes nebo pro lov ledních medvědů a tuleňů. Mezinárodní kynologická federace plemeno uznává a řadí jej do skupiny špicové a plemena primitivní, do sekce severští sáňoví psi.

## Vzhled

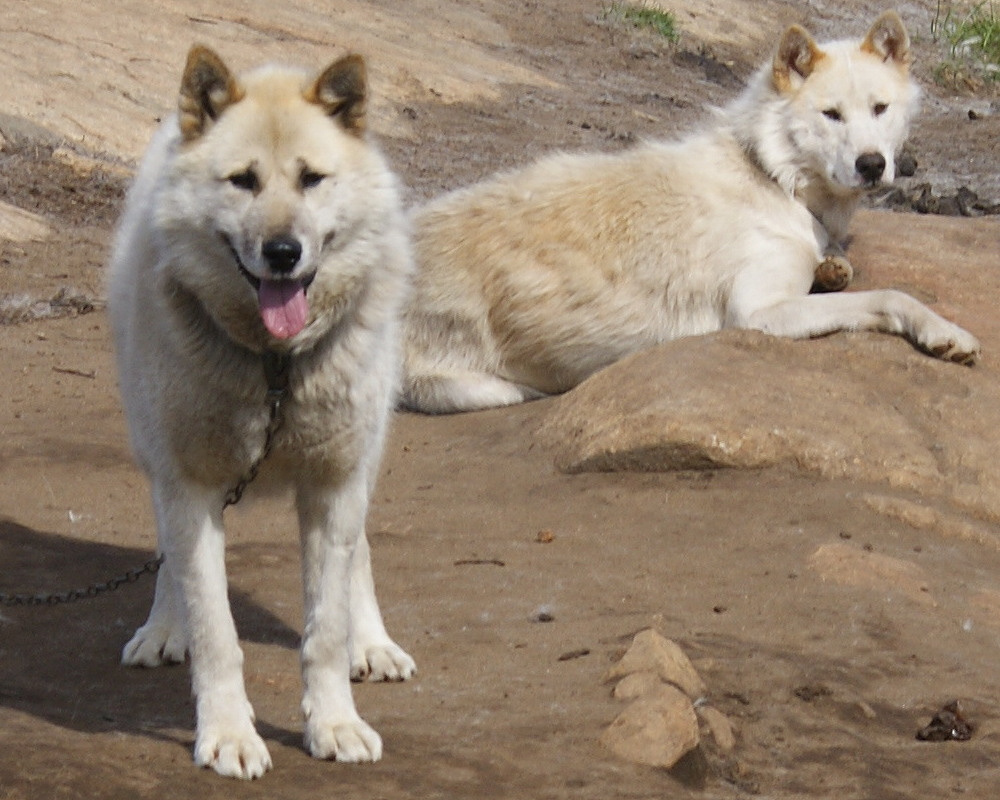
Dva tažní grónští psi v Sisimiutu

Tělo grónského psa je stavěné na výdrž. Trup je o málo delší, než je kohoutková výška psa. Tělo je velmi silné a svalnaté, s velmi širokou hrudí, rovným hřbetem a rovnými širokými bedry. Záď je mírně svažitá. Značně silný, vysoko nasazený ocas je nošen nad hřbetem v pevném zatočení. Končetiny jsou lehce zaúhlené. Tlapky jsou velké, značně silné a robustní. Krk je velmi silný a krátký. Grónský pes má širokou, mírně klenutou lebku a zřetelný, ne však přehnaný stop. Klínovitá tlama se širokým, zcela rovným čenichem se směrem dopředu zužuje, nesmí však být špičatá. Pysky jsou tenké. Vztyčené trojúhelníkové uši se zaoblenými špičkami jsou poměrně malé. Oči jsou umístěny mírně zešikma, nesmějí být vypoulené ani zapadlé. Skus je silný, nůžkový. Psi mají předepsanou výšku nejméně 60 cm, feny 55 cm. Plemenný standard hmotnost neuvádí. V současné době se hmotnost plemene vypočítává podle kohoutkové výšky. Grónský pes má dvojitou srst. Podsada je měkká a hustá, krycí srst je hustá, rovná a hrubá. Ocas je na spodní straně hustě porostlý delšími chlupy. U plemene jsou přípustné všechny barvy a jejich kombinace s výjimkou bílé barvy. Nosní houba je černá, v zimě však může mít barvu masa.

## Povaha

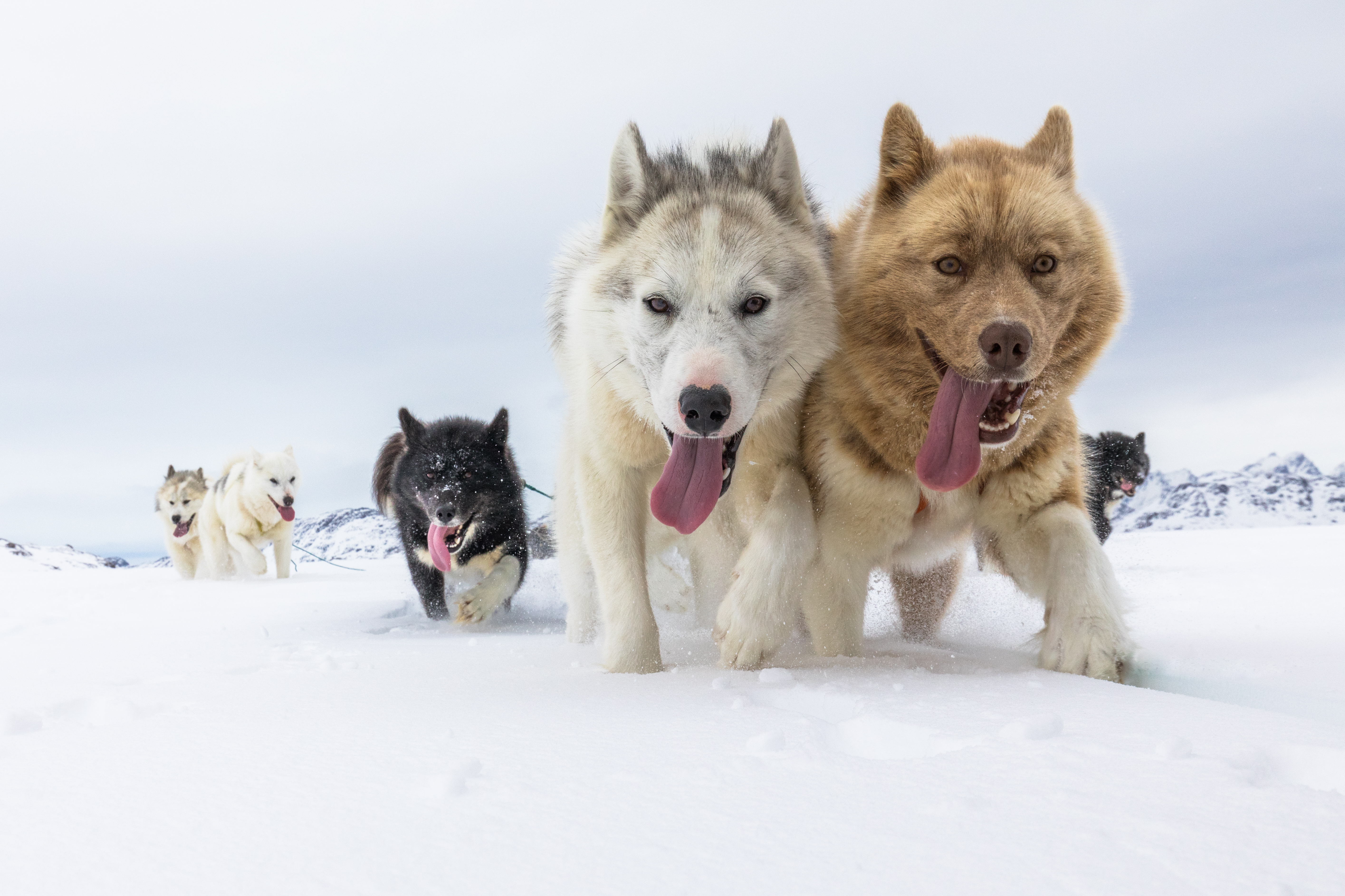
Spřežení grónských psů u osady Kulusuk

Grónský pes ještě neztratil mnoho ze své původnosti. Svou povahou se příliš nehodí k plnění úlohy rodinného psa. Je nezávislý a vyrovnaný. Je skromný a spokojí se s málem. Vyniká svou tvrdostí a houževnatostí, je značně dominantní a může být tvrdohlavý. Je smečkovým psem a nerad zůstává sám. Štěká málo, pravidelně však vyje. Má velmi mnoho energie a nezměrnou výdrž. Grónský pes nemá rád samotu. Vůči psům, kteří nepatří do jejich smečky, se mohou chovat dominantně. Obecně nevychází grónský pes příliš dobře s kočkami a jinými domácími zvířaty, neboť má silný lovecký instinkt. Známé i neznámé návštěvníky bouřlivě vítá, často nadšeným vytím. I když velikost a vzhled grónského psa snad může nezvané hosty odradit, k účelu hlídání a střežení se plemeno nehodí. Grónský pes se obtížně vychovává. Je velmi svéhlavý, dominantní a nezávislý. I když má dobrý vztah ke svému pánovi, instinkty u něj převládají. S vynaložením velkého úsilí a trpělivosti jej lze naučit základní poslušnosti, nelze však od něj v tomto směru očekávat mnoho. Grónský pes je v první řadě tažným psem, zvyklým pracovat v drsném klimatu. Není to pes do rodiny.